# Andrés Mercado
Andrés Felipe Mercado Cepeda (Barranquilla, Colombia; 27 de agosto de 1989) es un actor y cantante colombiano.
Desde que estuvo en el colegio comenzó a estudiar piano, pintura y canto paralelamente. En los Kids' Choice Awards México del año 2011 ganó el premio a actor favorito, siendo el primer colombiano en ganar un premio de los Kids' Choice Awards.

## Biografía

### Inicios
Fue un niño de muy bajos recursos por eso se mudó de su ciudad natal Barranquilla, se enfrentó a una cámara de televisión a los 5 años. Con una extensa carrera como modelo publicitario se va encaminando a lo que es su gran pasión, la actuación, en constante ascenso a nivel profesional y personal. Luego de trabajar con los mejores tutores actorales del país decide radicarse en Nueva York por un año para tener un mejor entrenamiento en campos como la improvisación y manejo del cuerpo. Regresa a Colombia y continúa con su carrera buscando nuevos retos como actor acercándose de regreso a la música y perfeccionando su interpretación vocal.
Empezó su carrera artística a los 15 años en la teleserie colombiana Padres e hijos como Leonardo Pava. En el 2005 hace un pequeño papel en El pasado no perdona, junto a Wen Benamor. En el 2006 participa en la versión colombiana de la telenovela argentina Floricienta, en el papel de Richie.
En 2007 y 2008 encarnó a Andrés Larrea en Pocholo.
En 2010 participó en el docudrama La rosa de Guadalupe, en el episodio el dinero es mejor que el amor y así es el dinero. En 2013 se emitió la nueva telenovela de amor La magia del amor, interpretando a Alejandro, junto a Kimberly Dos Ramos y Lance Dos Ramos sus compañeros de la serie Grachi, y con la actriz y conductora venezolana Catherine Fulop.

### 2009-2010:Atrévete a soñar
En 2009 participa en Atrévete a soñar, adaptación mexicana de la exitosa serie de Ideas del Sur  Patito Feo, personificando el papel de Iker (Personaje que lo Convirtió en un Ícono Juvenil Internacionalmente Famoso), junto al también actor colombiano, Lucas Velázquez, Eleazar Gómez, Danna Paola entre otros. En esta telenovela muestra no solo su grande talento para la actuación sino también para el canto.

### 2011-2013:GrachiyKCA México
En 2011 Andrés Mercado consigue el protagónico para la nueva producción de Nickelodeon Latinoamérica Grachi interpretando a Daniel Esquivel. Por su trabajo en la serie, Mercado gana 1 Nickelodeon Kids Choice Awards en México, siendo este el primer colombiano en llevarse uno de estos premios.
En febrero de 2012, después de haber terminado de grabar la segunda temporada de Grachi, viaja a través de América Latina con Grachi: El show en vivo, el cual ya ha tenido presentaciones en México y en Argentina. El 18 de junio de 2012, Nickelodeon confirmó que habría una tercera y última temporada de Grachi, que se estrenó el 4 de marzo y su último episodio se emitió el 10 de mayo de 2013.
El 31 de agosto de 2013 Andres Mercado fue el encargado de entregar dos categorías especiales para reconocer y homenajear el talento colombiano, las cuales fueron Personaje del año (colombiano) y Mejor artista musical (colombiano).

### 2013-2014:Quiero Amarte
Tiempo después de que termina Grachi Andres obtiene un papel en Quiero amarte, nuevo proyecto de Televisa el cual se estrena el 21 de octubre de 2013, donde es protagonista juvenil junto a Renata Notni, compartiendo créditos con Karyme Lozano, Cristián de la Fuente, Diana Bracho, entre otros. Gracias a este papel queda prenominado en los Kids Choice Awards México 2013 como Actor Favorito. en el 2014 Cklass, una empresa mexicana dedicada a la venta de ropa por catálogo lo elige para ser uno de los modelos masculinos de la colección primavera-verano 2014 en la cual realiza un photoshoot para el catálogo de la marca, para esta colección también fue elegida como modelo la famosa actriz y cantante Danna Paola.

### 2016:Yo soy Franky 2.0
Empezó a actuar en el programa "Yo soy Franky" (en Nickelodeon) en la segunda temporada, hace de androide llamado Trece, creado por Kassandra, la cual también creó a Doce. Para pasar desapercibido sin que nadie note que él es un androide, se pone el nombre de Christián, pero como a Franky no le gusta, se cambia el nombre a Andrés. Su misión será ser novio de Franky para lograr que ella se una al grupo de Kassandra y los androides puedan conquistar el mundo, pero terminará enamorándose de la antagonista, Tamara Franco, interpretada por Danielle Arciniegas Martínez.
Club 57
Desde el 2019, interpreta a Manuel Díaz en la serie de Club 57, al abuelo de Eva (Evaluna Montaner) y Rubén Sebastián Silva que está enamorado de Amelia (Isabella Castillo), que pertenece al año de 1957

## Filmografía

### Televisión
| Año       | Título               | Personaje                          | Rol                  | Cadena                      |
| --------- | -------------------- | ---------------------------------- | -------------------- | --------------------------- |
| 2004      | Padres e hijos       | Leonardo Pava                      | Papel Terciario      | Caracol Televisión          |
| 2005-2006 | El pasado no perdona | Juan David                         | Papel Terciario      | Canal RCN                   |
| 2006      | Tu voz estéreo       | Simón                              | Papel Terciario      | Caracol Televisión          |
| 2006-2007 | Floricienta          | Richie                             | Papel Secundario     | Canal RCN                   |
| 2007-2008 | Pocholo              | Andrés Larrea                      | Papel Principal      | Caracol Televisión          |
| 2009-2010 | Atrévete a soñar     | Iker                               | Papel Principal      | Las Estrellas               |
| 2011-2013 | Grachi               | Daniel Esquivel                    | Protagonista         | Nickelodeon (Latinoamérica) |
| 2013-2014 | Quiero amarte        | Ivan Fonseca                       | Protagonista juvenil | Las Estrellas               |
| 2016      | Yo soy Franky        | Andrés Ramírez (Prototipo "TR3C3") | Antagonista Estelar  | Nickelodeon (Latinoamérica) |
| 2017      | Vikki RPM            | Matias Ocampo (458)                | Antagonista Estelar  | Nickelodeon (Latinoamérica) |
| 2019-2021 | Club 57              | Manuel Díaz                        | Papel Principal      | Nickelodeon (Latinoamérica) |

## Presentador
| Año  | Título           | Rol         | Cadena  |
| ---- | ---------------- | ----------- | ------- |
| 2013 | Vuelese si puede | Presentador | City TV |

## Gira
| Año  | Título                  | Papel                    | Rol               | Teatro |
| ---- | ----------------------- | ------------------------ | ----------------- | ------ |
| 2012 | Grachi: El show en vivo | El mismo/Daniel Esquivel | Papel protagónico | Varios |

## Premios y nominaciones
| Año  | Premiación                   | Categoría                                 | Telenovela    | Resultado |
| ---- | ---------------------------- | ----------------------------------------- | ------------- | --------- |
| 2011 | Kids Choice Awards México    | Personaje Masculino Favorito de Una Serie | Grachi        | Ganador   |
| 2012 | Kids Choice Awards México    | Actor Favorito                            | Grachi        | Nominado  |
| 2012 | Kids Choice Awards Argentina | Actor Favorito                            | Grachi        | Nominado  |
| 2013 | Kids Choice Awards México    | Actor Favorito                            | Grachi        | Nominado  |
| 2013 | Kids Choice Awards Argentina | Actor Favorito                            | Grachi        | Nominado  |
| 2013 | Meus Prêmios Nick            | Actor Favorito                            | Grachi        | Nominado  |
| 2017 | Kids Choice Awards Colombia  | Villano Favorito                          | Yo soy Franky | Nominado  |